# احتراق نفسي مهني
الاحتراق النفسي المهني أوالاحتراق الوظيفي (بالإنجليزية: Occupational burnout)‏ مرض يتسم بمجموعة من العلامات والأعراض والمتغيرات في السلوكيات المهنية، وفي بعض الحالات، يتم رصد متغيرات في التكوين الجسدي والوظيفي والكيمياء الحيوية الجسمانية لدى بعض المصابين بهذا المرض. وقد صُنِّف هذا المرض، وفقاً لتشخيص هذه الحالة من الإرهاق، ضمن فئة الأمراض ذات المخاطر النفسية الاجتماعية المهنية، نظراً لكونه ناتجًا عن التعرض لضغوط دائمة وممتدة. ويطلق على هذه المتلازمة باللغة الإنجليزية اسم الاحتراق النفسي، ومن هنا ظهر التعبير "burnout" (الاحتراق) وهو «الموت الناتج عن أعباء العمل الزائدة»، كما يطلق عليه باللغة اليابانية (過労死, Karōshi).
في عام 1969، في مقاله بعنوان «قواعد العلاج المجتمعي للشباب البالغين من المجرمين»، أشار طبيب الأمراض النفسية هارلود برادلي، لأول مرة، إلى نوع من أنواع الضغوط الخاصة المتعلقة بالعمل تحت مسمى الاحتراق النفسي. وفي عام 1974، استخدم المحلل النفسي هربرت فرودنبرجر، هذا المصطلح من جديد، وبعده بأعوام، وتحديداً في عام 1976، استخدمته عالمة الأمراض النفسية كرستينا ماسلاك في الدراسات التي تم إعدادها لظواهر الاستنزاف المهني.
وقد ذكر فرودنبرجر، في هذا الصدد، قائلاً: «بصفتي محللا نفسيًا وطبيبًا ممارسًا، أدركت أن الأشخاص، في بعض الأحيان، يقعون ضحايا للحرائق تمامًا مثل المباني. فتحت وطأة التوترات الناتجة عن الحياة، في عالمنا المعقد، تستهلك مواردهم الداخلية، في إطار العمل، بفعل النيران، تاركة فقط فراغاً داخلياً هائلاً، حتى وإن بدا الغلاف الخارجي سليمَا إلى حد ما..»
وبالنسبة لهؤلاء المراقبين، فإن متلازمة الاحتراق النفسي تستهدف، بصفة أساسية، الأشخاص الذين يتطلب نشاطهم المهني التزامات كبيرة في علاقات العمل مثل الأخصائيين الاجتماعيين وأصحاب المهن الطبية والمعلمين.
وقادت دراسة هذه الفئات المهنية هؤلاء الباحثين إلى إدراك أن مواجهة الألم والفشل المتكرر تعد من الأسباب الحاسمة في ظهور أعراض متلازمة الاحتراق النفسي. وقد صُنِّف هذا المرض، في بداية الملاحظات الأولية، على أنه متلازمة نفسية خاصة بالمهن «القائمة على مساعدة الآخرين». وقد ساد هذا المفهوم لبعض الوقت، وأثَّر بشكل كبير على التصور العام للظاهرة، وعلى توجيه البحوث الأولية في هذا المجال. ولكن أدت المعارف المتراكمة، منذ عهد هذه الملاحظات الأولية، إلى اتساع مخاطر ظهور متلازمة الاحتراق النفسي على جموع الأفراد أي كان نوع نشاطهم.

## محددات اكتشاف المرض

### هربرت فردنبرجر وأول توصيف للمرض
تقر كتب علم النفس المتخصصة، بصفة عامة، بأن الطبيب والمعالج النفسي هربرت فرودنبرجر هو أول من أجرى أبحاثَا على متلازمة الاحتراق النفسي. ويعد بحثه بعنوان "الاحتراق النفسي لدى العاملين" المنشور عام 1974، أول محاولة لتوصيف هذه الحالة الوجدانية، وفيه أشار، إلى مصطلح "متلازمة الاحتراق النفسى Burnout syndrome""، أنه حالة من الإنهاك يتعرض لها العاملون المعالجون في العيادات المجانية، المستهلكون مهنيَا وانفعاليَا والذين يتعاملون مع مرضى الإدمان. وقد عرًف هذا الاحتراق على أنه فقدان الدافعية لدى الشخص تجاه عمله، لاسيما عندما لا يؤدى انخراطه الشديد في العمل إلى النتائج المتوقعة.
ففي السبعينيات، كان فرويدنبيرجر مديرَا لإحدى مستشفيات اليوم الواحد، وهي عيادة مجانية تستقبل مرضى الإدمان، تقع في حي لوور ايستيت سايد بنيو يورك، وتعتمد، بصفة أساسية، على بعض الشباب من المتطوعين. وقد بدأت ملاحظات فريدنبيرجر برصد حالة عدد من هؤلاء المتطوعين انتهى بهم الأمر إلى فقدان تام للدافعية في العمل بعد ما يقرب من عام واحد. فقد لاحظ عليهم ظهور أعراض بدنية مميزة مصاحبة لهذا التغير مثل: الإنهاك، والإرهاق، واستمرار نزلات البرد، والصداع، والاضطرابات المعوية والهضمية، والأرق.
وقد ركز فرودنبرجر، في أبحاثه، على الأعراض السلوكية، وقام برسم جدول وصفي للأفراد المفعمين بالانفعالات. كما أشار إلى أن الغضب، والاستثارة، والعجز عن مواجهة التوترات والمواقف الجديدة، وكذلك نضوب الطاقة تعد ضمن العلامات الأولية لما أطلق عليه حالة «الانهيار» أو «الإنهاك الوجداني والعقلي». ويرى فرودنبرجر أن سلبية التصرفات واللجوء إلى السخرية، هي أيضا من الظواهر المدرجة في هذا الجدول الإكلينيكي.كما قام بعرض عدد من الاستراتيجيات الأخرى مثل قضاء وقت أطول في العمل وبذل نشاط زائد غير فعال، كما يرجع هذا لاستراتيجيات تنافسية، مثل البحث عن العزلة ورفض الاتصال بالزملاء في العمل.

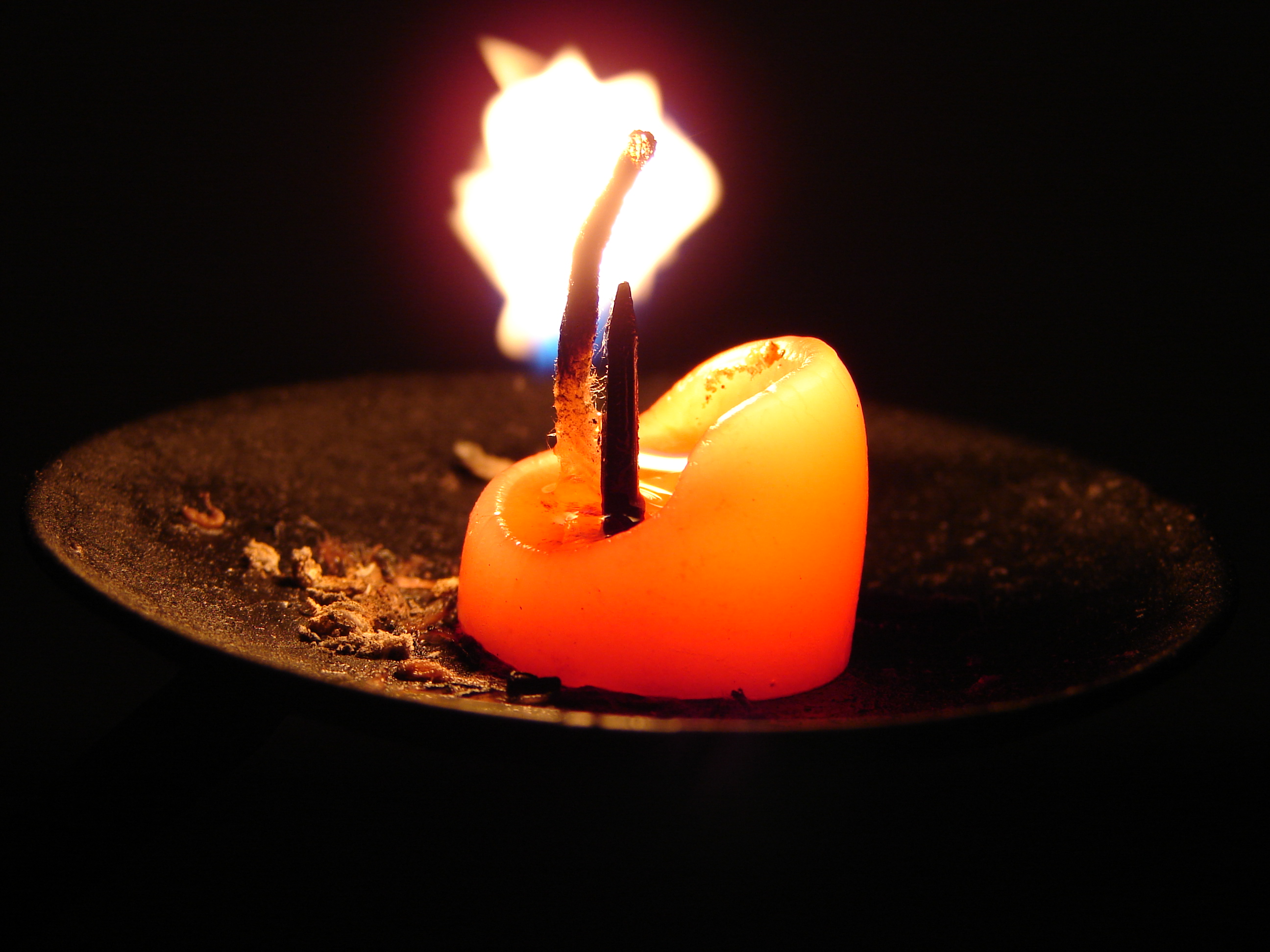
الشمعة المحترقة
توضح صورة الشمعة المحترقة المصطلح البلاغى لفرودنبرجر وهو الاحتراق النفسى

تم استخدام مصطلح الاحتراق النفسي، في ذلك العصر، للإشارة إلى الآثار الناجمة عن الإدمان، فهو يمثل لفرودنبرجر استعارة بلاغية فعالة لتحديد مجموعة من الأعراض قام بملاحظتها. ويعني مصطلح الاحتراق النفسي في اللغة الإنجليزية الدارجة: " يستنزف، يرهق، ينهار بسبب المطالب المفرطة التي تستلزم طاقة، وقوة، أو موارد”. ويشبه المصطلح، على سبيل المثال، حالة المريض بالشمعة المحترقة التي لا يخرج منها سوى شعلة ضئيلة، بعدما أضاءت لما حولها لساعات طويلة.
واستنادا لخبرته الواسعة، لاحظ فرودنبرجر أن الالتزام الأولي لدى هؤلاء الشباب المتطوعين، والقناعة بتأديتهم لعمل مجدي يكفى وقتا لإشباع حالة الرضا عن النفس والحفاظ على الجهود. وعلى الرغم من ذلك، فإن المرضى الذين يخضعون للعلاج في عيادته يقاومون بشكل متكرر ولا يستجيبون في أغلب الوقت للنصح. وفي مثل هذه البيئة، فإن المساعدة والطاقة التي يبذلها هؤلاء الشباب المتطوع غالبا ما تكون بلا جدوى. كما لاحظ فرودنبرجرو «أن تفانينا في أعمالنا يعد تحديدا السبب الرئيس الذي يدفعنا للوقوع في مصيدة الانهيار.». وفقا لما ذكره فرويدنبرجر وريتشلسون، عام 1980، تصيب متلازمة الاحتراق النفسي الأفراد الذين يكونون لأنفسهم صورة مثالية كشخصيات حيوية ومؤثرة، تتمتع بالكفاءة بصفة خاصة، حتى ينتهى بهم الأمر إلى انقطاع الصلة مع الذات الحقيقية.
وفي إطار هذا التصور للاحتراق النفسي، تلعب العوامل الفردية دورًا هامًا في تطور هذه المتلازمة، لأن الأشخاص الذين يتسمون بالالتزام في العمل أو التفاني لقضية ما، يكونون أكثر من غيرهم عُرضة للإصابة بهذا المرض. ومن هذا المنظور، يوصف «الاحتراق النفسى» بأنه «مرض المقاتل».
و في عام 1980، قدم فرويدنبيرجر وريتشلسون التعريف التالي للمتلازمة:"حالة من الإرهاق المزمن، والكآبة والإحباط تنتج عن التفانى لقضية ما أو نمط حياة أو علاقة تفشل في تحقيق النتائج المتوقعة وتؤدي في نهاية الأمر، إلى انخفاض الانخراط والأداء في العمل."

### توصيفات سابقة للمرض
لا ينبغى للدور الريادي الذي قام به فرويدنبيرجر أن يجعلنا نغفل أن «كلود فيل» كان أول من وضع مفهومَا للإرهاق، في فرنسا، منذ عام 1959 حتى وإن لم يصفه بالمتلازمة، لكنه قدم توصيفَا علميَا لحالات الإنهاك في العمل. كما أشار الطبيب النفسي هانس سيلي، في كتب علم النفس الأمريكية، منذ عام 1936، وبعده طبيب وظائف الأعضاء والتر برادفورد كانون، تحديدا عام 1942، إلى حالات نفسية مرضية ناتجة عن المواقف المهنية، وقدما تعريفَا للأمراض العضوية التي تعزي إلى ضغوط موقفية في العمل، بشكل خاص لدى الممرضات، (بضغوط التمريض). هذا فضلا عن نموذج مواجهة الضغوط (نموذج لازاروس وفولكمان عام 1948) الذي استندت إليه ماسلاك في إعداد نظريتها.

### كريستينا ماسلاك والعلاقات الشخصية البينية
تعد كريستينا ماسلاك، الباحثة في علم النفس الاجتماعي، ضمن من ساهموا في فرض مفهوم الاحتراق النفسي وتأكيد صحته. فقد روت في بحث نشر لها عام 1993، كيف قادتها الأبحاث التي أجرتها في السبعينيات، إلى اكتشاف متلازمة الاحتراق النفسي، وإن كان الاكتشاف حدث بمحض الصدفة، كما أشارت، فقد كانت تُعنى في الأساس، بدراسة الاستراتيجيات المستخدمة في مواجهة حالات التحفيز الوجداني، لا سيما القلق التباعدي واللجوء للموضوعية كوسيلة للدفاع عن الذات.
يرمز القلق التباعدي عند الطبيب، على سبيل المثال، إلى التصرف المثالي الذي يجمع بين التعاطف والانفصال الوجداني. فإذا كان الطبيب يهتم براحة المريض من ناحية، فهو يحرص من ناحية أخرى على الإبقاء على شيء من الموضوعية لتجنب الانخراط الزائد في ذاتية الحالات. ويعبر مفهوم «الموضوعية كدفاع عن الذات»، الذي أدخله فيليب زيمباردو عام 1970، عن فكرة حماية الذات من فرط الوجدان، بالنظر للمرضى «كحالات عامة» وليس كأفراد. ففى مواجهة مرض خطير، أو حالة تثير القلق بصفة عامة، سيكون أسهل على الطبيب علاج مرضاه، إذا نظر إليهم كحالة عامة وكأعراض، وتناسى تماما الفرد الذي يعاني أمامه.
وقد دشنت كريستسنا ماسلاك، مستندة نظريًا إلى هذين المفهومين، برنامجًا بحثيًا يرتكز على مقابلات أجرتها مع بعض المهنيين في الحقل الطبي والصحة النفسية (كالأطباء النفسيين والممرضين والممرضات الخ.)
وكشف التحليل عدة موضوعات: في بادئ الأمر، إذا كانت التجارب الوجدانية مُرضية في بعض الحالات (مثل شفاء بعض المرضى نتيجة للجهود المبذولة من قبل المهنيين) فهي، في غالب الأمر، تسبب الكثير من الضغوط (مثل التعامل مع حالات مرضية صعبة ومعقدة، والاضطرار إلى إعلان أخبار سيئة، والدخول في صراعات مع الزملاء) وجميعها تعد من عوامل الضغط. من ثم يصبح ممارسي المهنة عاجزين عن الوصول لمرحلة الارتباط بمهنتهم. ومع مرور الوقت، تتحول تصرفاتهم إلى السلبية مع مرضاهم. وفي نهاية الأمر، يفسرون تجاربهم الوجدانية بالفاشلة، ويتساءلون عن مدى قدرتهم على العمل في هذا القطاع ويقللون من قيمة كفاءتهم.
وبينما كانت تصف، لأحد القضاة، النتائج الأولية لتحليلاتها، أدركت ماسلاك وجود ظاهرة مشابهة لمتلازمة الاحتراق النفسي لدى المحامين الذين يتعاملون مع أشخاص يعانون من صعوبات اجتماعية. وقد أطلق المحامون مجازاً على هذه الظاهرة «الاحتراق النفسي». وقد تبنت ماسلاك هذا المصطلح أيضًا، لكنه كان لا يزال مجرد فكرة، المقصود بها ظاهرة ظلت قيد الدراسة في ذلك الوقت.
وبما أن الاحتراق النفسي يبدو مصطلحاً مشتركاٌ بين المهنيين في مجال الصحة والمحاماة، فقد أطلقت ماسلاك فرضية بموجبها يصبح العمل الجماعي ولا سيما العلاقات القائمة على مساعدة الآخرين، جوهر هذه الظاهرة. وعلى العكس من فرودنبرج الذي أكد في توصيفه للمرض على العوامل الفردية، تعول ماسلاك أكثر على بيئة العمل والظروف المحيطة به كأسباب لظهور متلازمة الاحتراق النفسي.
و لتفعيل هذه الفكرة، سعت ماسلاك إلى عقد لقاءات مع مجموعات مهنية أخرى ترتكز أنشطتها على الانخراط في العلاقات الشخصية. وقد لاحظت الباحثة، في جميع الحالات، تكرارا لبعض الأعراض مثل : النضب الوجداني، التباعدية والسلبية تجاه العملاء أو المرضى. وقد ظهر جليا أن هذه الأعراض معتادة في جميع المهن.
ولم تكن هذه الظواهر مجرد حالات فردية، بل كانت بالأحرى مشكلة منتشرة بشكل نسبى. وهكذا، ساعد مصطلح الاحتراق النفسي على سد فراغ اصطلاحي بتوصيف ظاهرة لم يكن لها مسمى في ذلك الوقت، ولكنها، على الرغم من ذلك، كانت سائدة في بيئة العمل.
ومنذ البداية، تم الفصل بين الاحتراق النفسي والتأثيرات النفسية داخل النفس، ليتم إدراجه ضمن فوضى العلاقات النفسية الاجتماعية. وهناك، دون شك، أعراض مشتركة بين الاحتراق النفسى وأمراض أخرى مثل الاكتئاب، إلا أن الاحتراق النفسى يتميز عنه بوضوح من خلال جوهره.
وقد عرضت ماسلاك تفصيليا نتائج تحقيقاتها الأولية في بحث وصفي آخر يتشابه مع بحث فرودنبرجر. فإذا كان الأخير قد تحدث عن دينامية الاحتراق النفسى، فإن ماسلاك قد كررت، في المقابل، في بحثها مصطلح «الانهيار» المرتبط بالاحتراق. كما لاحظت أن هذا «الانهيار» يعقبه فقد الإنجاز في العمل في مجال الخدمات والعمل الاجتماعي، بالإضافة إلى الغياب المتكرر ومعدل سريع لدوران العمالة. كما أنه يتسبب في تدهور الصحة الجسمانية، فهؤلاء المهنيين يصابون دائمًا بالإنهاك السريع، وبأمرض متكررة، وقد يصابون بالأرق والقرح والصداع الدائم. وللتغلب على هذه المشاكل الجسمانية، قد يتجه العامل إلى المهدئات والمخدرات.
كما يصاحب الاحتراق النفسي بعض الظواهر، مثل إدمان الخمر والأمراض العقلية والصراعات الزوجية أو الانتحار. وفي البحث نفسه، أكدت ماسلاك، بشكل خاص، على أنماط من الانسحابية، والانفصال، وعلى العديد من الإستراتيجيات التي تهدف لتصنيف المرضى لفئات على شكل بعض الملصقات المجردة مثل «ملفاتي» وملصقات تقنية مثل «مريض الشريان التاجى»، أو أيضا بعض المفردات الساخرة مثل مسمى «المساكين».
وفضلا عن ذلك، لاحظت ماسلاك إستراتيجيات أخرى من أهمها : الانسحابية الجسمانية والاحترام الصارم للقواعد، وهي تصرفات تساعد على الحد من الانخراط في شخصية المريض. وقد استخدمت أيضا مصطلح «فرط سلب الشخصية» للإشارة إلى هذه التصرفات البعيدة تماما عن القلق التباعدى.

### الدراسات الإكلينيكية الأولية

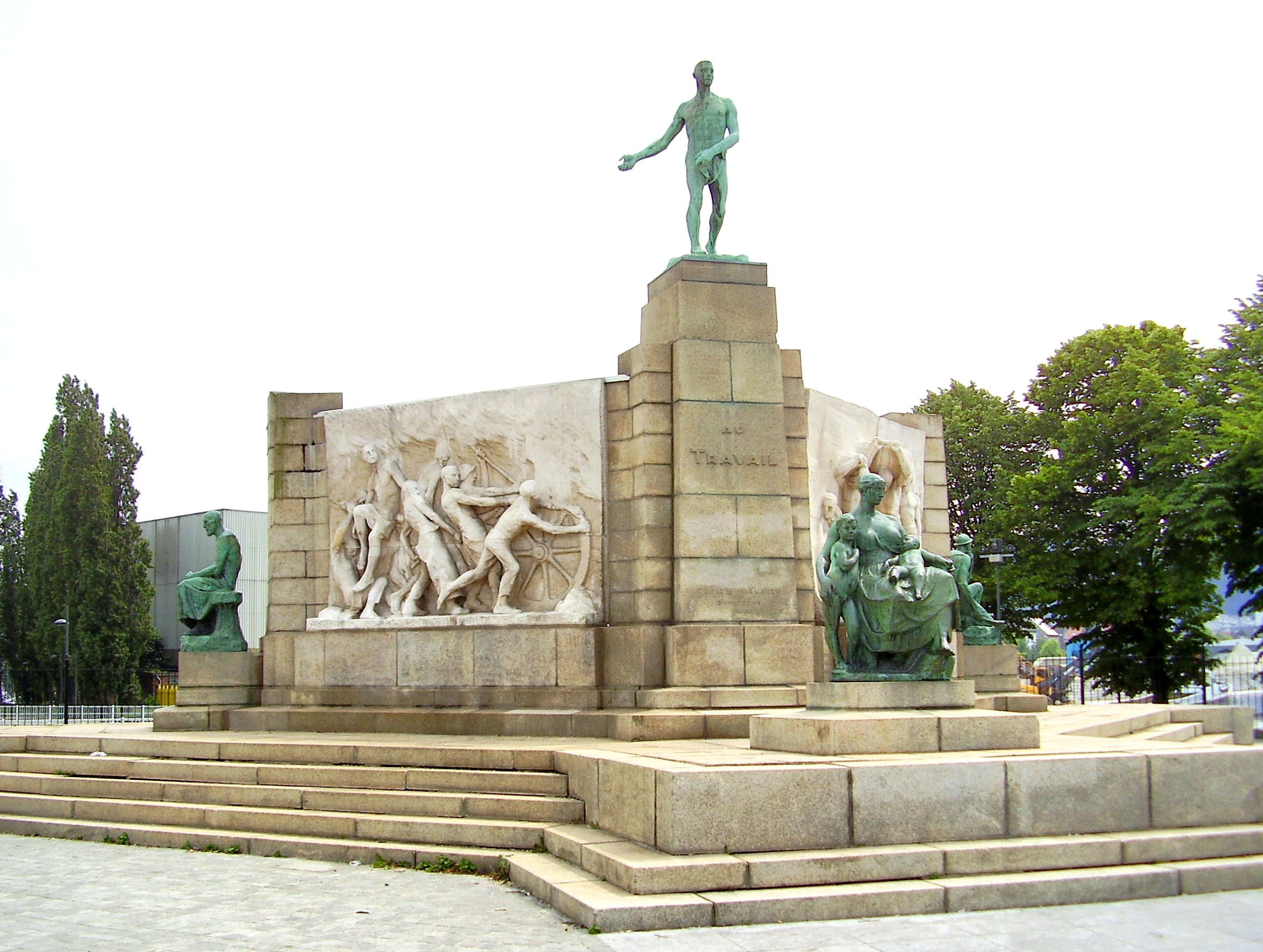
النصب التذكاري "في العمل" ببروكسل.

بواسطة بعض الملاحظات والمقابلات وحتى التحليلات للتجارب الشخصية، بدأت الأبحاث في اتخاذ مسلك منظم (ومن اللافت للنظر، أن فرودنبرجر قد أصيب هو نفسه بالاحتراق النفسي.)
وشهدت الفترة ما بين 1975 و1980، ظهور كم من المقالات البحثية نشرت في دوريات متخصصة عن هذا المرض، حظيت باهتمام عملى أكثر منه أكاديمي.
ففى أغلب الحالات، كان الباحث يصف طبيعة الأنشطة المهنية المسببة للضغوط وما يصاحبها من أعراض، إلى جانب دراسة لبعض الحالات الإكلينيكية التي توضح الأفكار. وفي نهاية البحث، يقدم العديد من التوصيات.
وتتلخص تلك المقالات في النقاط الآتية:
- أن هناك بعض المهن تشكل مخاطر أكثر من غيرها ولا سيما المهن التالية:
  - مهن تستلزم جهد فكري وعقلي ووجداني وعاطفي؛
  - مهن تستدعى مسؤولية كبيرة لا سيما تجاه الآخرين؛
  - مهن ذات أهداف صعبة المنال بل قد تكون مستحيلة؛
  - مهن بها غموض أو صراع على الأدوار.
- وأن هناك أشخاص أكثر عرضة للإصابة بهذا المرض من غيرهم :
  - أشخاص لديهم مثل عليا في الأداء والنجاح؛
  - أشخاص يربطون الرضا عن الذات بالأداء المهنى؛
  - أشخاص آخرون مركز اهتمامهم الوحيد هو عملهم؛
  - أشخاص يعتبرون عملهم ملاذا ويهربون من جوانب الحياة الأخرى؛
- كما يوجد بعض الأعراض المختلفة، تم رصدها لدى مرضى الاحتراق النفسي مثل:
  - آلام عامة
  - فقدان التركيز
  - أرق
  - سرعة الاستثارة
  - نفاذ الصبر
  - الإنهاك الجسماني والنفسي
  - فقدان الدافعية للنهوض والذهاب للعمل

بيد أن كريستينا ماسلاك وفيلمار شتودفيلى قد أشارا إلى أن هذه الأبحاث الأولية تتسم بالنقاط التالية:
- تعريف مصطلح الاحتراق النفسي الوظيفي لا يتفق عليه بالضرورة جميع المؤلفين.
- يشتمل هذا المصطلح على مجموعة من الأزمات التي قد يتعرض لها الفرد، إلى الحد الذي يكاد يضم كل شيء ولكن دون أي تحديد.
- لا ترتكز هذه البحوث الأولية على معطيات تجريبية ميدانية، ولكن على بعض الدراسات لحالات منفردة. فهي تهتم بصفة خاصة بالأعراض التي تظهر على الأفراد المصابين بالاحتراق النفسي.

أما عالمي النفس بارون بيرلمان وآلان هارتمان، فقد أظهرا مدى تشتت المفاهيم في المرحلة الأولى من هذه الأبحاث. فقد قاما بإحصاء ثمانية وأربعين تعريفاً مختلفاً في المقالات العلمية التي نشرت ما بين عام 1974 وعام 1980.
ونجد بين هذه التعريفات أفكاراً متفاوتة كما يلي:
- الفشل والإنهاك؛
- فقدان القدرة على الإبداع؛
- فقدان القدرة على الانخراط في العمل؛
- قسوة زملاء العمل، صرامة النظام، ومؤسسة العمل؛
- الاستجابة للضغوط المزمنة المتعلقة بالنجاح في العمل، «الابتعاد والعزلة»؛
- متلازمة التصرفات غير اللائقة تجاه العملاء أو تجاه الذات.

إلا أن هذان العالمان قدما ملخصا لجميع هذه التعريفات:
«الاحتراق النفسي هو رد فعل للضغط الوجدانى المزمن، وله ثلاثة أبعاد هي:
1. النضب الوجداني أو الجسماني
2. تدني القدرة على الإنتاجية
3. فرط سلب الشخصية

ومن المنطقي أن يكون الأطباء الممارسون أول من يتنبه إلى أعراض هذه المتلازمة، بما أنهم عرضة لاكتشافها بين زملائهم في العمل أو عرضة للإصابة أنفسهم بهذا المرض أثناء ممارستهم للعمل، ولكنهم لم يكونوا مدربين تدريبًا جيدًا لإعداد أبحاثًا منهجية، فضلًا عن انشغالهم بإعداد أساليب عملية للتدخل من أجل علاج هذه المتلازمة، أكثر من إعداد النظريات.
وبعبارة أخرى، انصب اهتمامهم على «إيجاد تصور عام لأساليب المعالجة»
وفي المقابل، حاد الباحثون عن المشكلة، لأنهم رأوا أن مفهوم الاحتراق النفسى الوظيفي يجعلهم بصدد" أمر" شبه علمى."
والغريب أن أول كتاب للباحثتين كريستينا ماسلاك وسوزان جاكسون عن تطوير مقياس الاحتراق النفسى وخصائصه النفسية القياسية، تم رفضه من جانب دار النشر التي ذكرت في تقريرها : «نحن لا ننشر علم النفس الشعبي». ومنذ ذلك الوقت، تم الاعتراف دوليًا بهذا المقياس واستخدمته الأبحاث المنشورة في الدوريات العلمية المرموقة.

### متلازمة الاحتراق النفسي الوظيفي ثلاثية الأبعاد

تدرج متلازمة الاحتراق النفسي الوظيفي وفقا للمقياس ثلاثي الأبعاد لكرستينا ماسلاك وسوزان جاكسون

منذ بداية الثمانينيات، تم نشر أول أبحاث تجريبية ميدانية منهجية عن الاحتراق النفسي الوظيفي. ومنذ ذلك الحين، أصبح مفهوم الاحتراق النفسي معرفا ومتصورا بشكل أكثر وضوحا. ومن خلال أبحاث قائمة على العديد من المقابلات، استخدمت كريستينا ماسلاك، في البداية، تعريفا مؤقتا لهذه المتلازمة اشتمل على بعدين فقط.
البعد الأول، هو النضب الوجداني والذي يتوافق مع نضب موارد الفرد الوجدانية وفقدان الدافعية.
أما الثاني، فهو سلب الشخصية ويشير إلى تصرفات تباعدية وسلبية تجاه العملاء، أو المرضى، أو علاقات مهنية الأخرى كانت محل دراسة من قبل ماسلاك.
وحتى إن كانت الأبحاث قد استطاعت الكشف عن حقول علمية واعدة، إلا أنها ارتكزت بشكل كبير على عدد محدود من الحالات الفردية. فقد كانت كريستينا ماسلاك تطمح في الشروع في تحقيقات أكثر منهجية بالاعتماد على منهج علمى دقيق. كما كانت ترغب في إجراء مقارنات بالاستناد إلى عدد أكبر من العينات مع مراعاة اختلاف الظروف. فقد أوضحت قائلة:
«في هذه المرحلة، كانت المهمة الرئيسة هي تحديد تعريف أكثر دقة لمصطلح الاحتراق النفسي الوظيفي ووضع مقياس موحد له.»
وبالتعاون مع كاتى كيلى وايلا باينز وسوزان جاكسون، أجرت ماسلاك دراسات استقصائية معتمدة على استبيانات، كما أعدت برنامجا للبحوث النفسية القياسية، للتوصل إلى تعريف فعال مقياسي قابل للتطبيق. كما قامت، أثناء أبحاثها الأولية، بتجميع سجلا متسعًا من الانفعالات والتصرفات التي تعبر عن النضب الوجداني الذي يشعر به المريض ويحدد هذه الظاهرة التي كانت تطمح في إبرازها بشكل أفضل. وقامت بتجميع كل هذه التعبيرات على مقياس يتكون من سبع وأربعين بندا. ويمثل هذا المقياس مجموعة من التجارب المرتبطة بظاهرة الإنهاك الوظيفي، تم تجربته على عينة تضم ستمائة وخمسة فردا موزعين على عدة مجالات وظيفية.
وتؤكد التحليلات الإحصائية وجود بعدين للاحتراق، تم إبرازهما بالفعل وهما : النضب الوجدانى وسلب الشخصية، حتى لو كان هناك، في واقع الأمر، أربعة أبعاد تمثل الأوزان العاملية اللازمة لتحديد الاحتراق النفسى. وقد تم تقسيم هذه التحليلات إلى 25 بندًا، تخضع لعينة جديدة مكونة من 420 فردًا، وتقود دائمًا للأبعاد الأربعة نفسها والتي تتطابق مع التعريفات التالية : النضب الوجدانى وسلب الشخصية وتدني الإنجاز الشخصي والانخراط في العمل. أما بالنسبة للعامل الأخير وهو الانخراط في العمل، فلم يتم الاحتفاظ به إلا بشكل مؤقت.
وعلى هذا الأساس، قدمت كريستينا ماسلاك وسوزان جاكسون التعريف التالي «لمتلازمة الاحتراق النفسي»:
«متلازمة من النضب الوجداني وسلب الشخصية وتدني الإنجاز الشخصي، يظهر لدى الأفراد المنخرطين وظيفيًا».
ويرجع النضب الوجداني إلى فقدان الطاقة وإلى الشعور بنضب الموارد الوجدانية. فيشعر الفرد أنه فارغ عصبيًا، فلا يكون لديه أي دافع للعمل الذي يصبح، من الآن فصاعدًا، عبئًا عليه. فلا ينفذ المهام التي يقوم بها من قبل ويشعر دائمًا بالإحباط والتوتر. ويرتبط النضب الوجداني غالبًا بالضغوط والاكتئاب. وقد أعطت المفاهيم النظرية والنتائج التجريبية الميدانية الحالية، لهذه المتلازمة، دورًا مركزيًا، في خطوات الإنهاك الوظيفي.
يمثل سلب الشخصية البعد الشخصي البينى لمتلازمة الاحتراق النفسي الوظيفي. فهو يشير إلى تطور تصرفات غير شخصية، وميول انفصالية، وسلبية، وساخرة تجاه الأشخاص الذين يتم الاعتناء بهم. فالفرد يشعر بعدم الاكتراث تجاه عمله، ويقيم حاجزا يعزله عن عملاءه وزملاءه في العمل. ومن الأمثلة الواضحة على هذه التصرفات، «مريض الزائدة الدودية في الغرفة 22.» وقد يتخذ سلب الشخصية أشكالا أكثر قسوة، ويتم التعبير عنه من خلال تصرفات وسلوكيات تتمثل في حالة من الرفض، والتهكم، و سوء المعاملة. والمقصود هنا هو استرتيجية سوء التكيف الخاصة بمواجهة نضب الموارد الداخلية، بواسطة إبعاد المستفيدين من المساعدة، وتحويل طلباتهم إلى طلبات غير مشروعة.
وتساعد هذه التصرفات على التكيف في مواجهة انهيار الطاقة والدافعية. فنتيجة للنظرة السلبية تجاه العملاء والمستخدمين والمرضى والتلاميذ، تبدو تلبية رغباتهم واحتياجاتهم أقل أهمية وأقل إلحاحًا. وقد يؤدي مصطلح «سلب الشخصية» إلى اللبس، لأنه يشير أيضًا إلى الحالة النفسية التي يسود فيها الشعور بالاغتراب عن الذات. فربما كان من الممكن اختيار مصطلح «سلب الإنسانية» ولكن دلالته لن تكون مفهومة بشكل بالنسبة للمتلقى.
ويتعلق فقدان أو تدنى الإنجاز الشخصى بشعور الفرد بانعدام قيمة عمله، وكفاءاته، والاعتقاد بأنه فاشل في الوصول لأهدافه، وانخفاض الرضا عن الذات، والشعور بالفاعلية والذاتية. ولا ينسب الشخص أي قدرة لنفسه على إنجاز الأعمال، بسبب قناعته بعجزه عن تلبية توقعات المحيطين به. فالإنجاز الشخصى يمثل البعد التقييمى الذاتي لمتلازمة الاحتراق النفسي الوظيفى.
وقد ظهر، في مطلع القرن الحادى والعشرين، إجماع يؤكد أن متلازمة الاحتراق النفسى الوظيفى تبدأ بالشعور بالإنهاك الوجدانى الذي يؤدى بالتالى إلى سلب الشخصية. ويقلل الإنهاك الوجدانى من الإنجاز الشخصي، إما بشكل مباشر أو من خلال سلب الشخصيةقالب:Ancre. كما يمثل الإنهاك الوجدانى العنصر العاطفي لمتلازمة الاحتراق النفسى الوظيفى، بينما يمثل البعدين الآخرين، سلب الشخصية وتدنى الإنجاز الشخصي عناصرسلوكية أو معرفية..

### مقياس ماسلاك للاحتراق النفسى

رسم بياني لمقياس الاحتراق النفسى :
وفقا لأبحاث ماسلاك

لقد تم استخدام هذه العوامل الثلاثة و العناصر المكونة لها، لتكوين مقياس متلازمة الاحتراق النفسى. ويستخدم هذا المقياس الذي يتكون من ثلاثة أفرع ثانوية الآن على نطاق واسع، و يعرف (اختصارا ب"MBI"). وقد تم نشر البحوث الأولية حول هذا المقياس، في عام 1995، من قبل سوزان جاكسون وكريستينا ماسلاك ومايكل ليتر. وأتاح سهولة قياس أعراض متلازمة الاحتراق النفسى الوظيفى لدى مجموعات كبيرة ودراسة أسبابه بشكل منهجى. ولأنه مترجم لعدة لغات، "فقد أصبح، إلى حد كبير، أكثر المقاييس أستخدامًا في قياس متلازمة الاحتراق النفسى الوظيفى. ".
يتكون مقياس الاحتراق النفسى من اثنين وعشرين بندا : تسعة بنود للإنهاك الوجدانى، وخمسة لسلب الشخصية، وثمانية للإنجاز الشخصى. ويمثل كل بند واجهة من أوجه التقييم التي يمكن للفرد القيام بها في عمله. ويشير الشخص الذي يتم سؤاله إلى معدل استجابته للشعور موضع السؤال. ويتم قياس الإنهاك، وسلب الشخصية، وتدنى الإنجاز الشخصى كل على حدة. وبعبارة أخرى، فإن الفرد لا يسجل نقاطًا شاملةً للاحتراق النفسى، ولكن يسجل نقاطًا لكل من الأبعاد الثلاثة. ولايزال مصطلح الاحتراق النفسى يشير، بصفة عامة، إلى هذه الأبعاد الثلاثة على الرغم من تباينها، إلا أنها ترتبط بعضها البعض داخل إطار نظرى واحد يقوم بتصنيفها. وقد أكدت الأبحاث الخاصة بدراسة فاعلية مقياس ماسلاك للاحتراق النفسى، أن مكوّن ثلاثى الأبعاد يتواءم مع المعطيات، أفضل من مكوّن أحادى أو ثنائى الأبعاد.

## تعريفات
ظهرت، في هذا العصر نفسه، بالتوازي مع أبحاث كريستينا ماسلاك، مفاهيم أو تعريفات أخرى تركت بصمةً على الأبحاث في هذا المجال ومن بينها نماذج كاري شرنيس وآيلا بينس.
عال

### رؤية كاري تشرنيس عن التحليل التبادلى
يقترح كاري تشرنيس رؤية تحليلية تبادلية لمتلازمة الإنهاك النفسى الوظيفى. ففيما يتعلق بالتناول التحليلى التبادلى، تعد الضغوط والاحتراق النفسى نتيجة للعلاقات الإنسانية، حيث لا يكون الفرد والبيئة المحيطة به كيانات منفصلة عن بعضهما البعض، ولكن مكونات لعملية تبادلية يؤثر كل منهما على الآخر بشكل مستمر.
ويستند نموذج كاري تشرنيس إلى تحليل كيفى لمقابلات متعمقة ومتكررة أجريت، ما بين عام 1974 و1976، على عينة تتكون من سبعة وعشرين من المهنيين، في السنة الأولى لممارسة المهنة، من المحامين، والمعلمين، وممرضات الصحة العامة، ومهنيي الصحة العقلية. وقد لاحظ تشرنيس ظهور خيبة أمل شديدة لدى هؤلاء المبتدئين. ووفقا لما ذكره، تحدث متلازمة الاحتراق النفسى الوظيفى بسبب وجود خلل في موارد الفرد، سواء الشخصية ·  أو التنظيمية أو متطلبات العمل.
وينتج هذا الخلل بسبب وجود فجوات بين التوقعات المبدئية والحقيقة على أرض الواقع. فسلوك بعض العملاء الصعب وغير التعاونى، بل في بعض الأحيان العدوانى، يتناقض مع الرؤية التي تكون في الغالب مثالية لمفهوم العلاقات الإنسانية أو التربوية. كما أن اللوائح، والإجراءات المتبعة، والمهام الإدارية تحد من الاستقلالية المأمول القيام بها في هذه المهن. فالعمل الروتيني يتناقض مع الرغبة في القيام بمهام متنوعة والتحفيز والإنجاز. ويضاف إلى هذه الفجوات بين المتوقع والواقع، فقدان التعاون، بل الصراعات بين زملاء العمل.
وفي ظل بيئة العمل هذه المخيبة للآمال، تخبو الدافعية الأولية، ليحل محلها تصرفات انسحابية. وفي إطار هذا النموذج، تظهر مصادر الضغط على مستوى العمل (عملاء صعب المراس، والنزاعات بين زملاء العمل، إلخ) وكذلك على مستوى الفرد نفسه، حتى وإن كان للنوع الأول من مصادر الضغط دورا أكثر أهمية. أي أن للسمات الفردية دورا هاما في بروز متلازمة الاحتراق النفسى الوظيفى، كما كان يعتقد المحلل النفسي هربرت فرودنبرجر الذي كان يرى أن الاحتراق النفسي هو «مرض المقاتل». ويكون لدى بعض الأفراد توقعات وتوجيهات وظيفية تشكل كل منها عبءً إضافيًا على العمل، تجعلهم أكثر عرضة للإصابة بمتلازمة الاحتراق النفسى الوظيفى.
ووفقا لرؤية تشرنيس، تتعلق الفروق الفردية أيضًا بالإستراتيجيات التي ينميها الفرد لمواجهة عوامل الضغط. فيتبنى البعض طرق إيجابية لحل المشاكل، بينما يتبنى آخرون تصرفات وسلوكيات سلبية. ومنذ هذه اللحظة ومع مرور الزمن، تبدأ أعراض متلازمة الاحتراق النفسى الوظيفى في الظهور.
توجد ثلاث مراحل للتأثير التبادلى بين الفرد وبيئته. المرحلة الأولى، تتمثل في الضغط الملاحظ الناتج عن الخلل بين متطلبات العمل وموارد الطاقة لدى الفرد، والذي يقود إلى المرحلة الثانية وهي التوتر، والمقصود به الاستجابة الوجدانية لهذا الخلل استجابة تؤدي إلى الشعور بالإجهاد الجسمانى والإنهاك الوجدانى والتوتر والقلق.
وأخيرًا تأتي المرحلة الثالثة التي تتسم بالتغيرات المواقفية والسلوكية. فنلاحظ في هذه المرحلة بشكل خاص، تدنى الأهداف الأولية والرؤية المثالية وزيادة التصرفات الساخرة، أو الانفصالية، أو الآلية، أو اللامبالاة الشديدة تجاه الاحتياجات الشخصية. ويرى كارى تشرنيس أن المقصود هنا هو «طرق مواجهة الضغوط» ·  ·  الدفاعية.
تمثل تلك التغيرات في التصرفات والسلوك نوعًا من «الهروب» النفسى، يحدث عندما لا يستطيع المهنيون التخفيف من الضغوط بالمواجهة المباشرة للمشكلة. فوفقا لما ذكره تشرنيس، فإن الاحتراق النفسى هو «عملية يحدث خلالها إهمال للعمل من جانب المهنيين الذين كانوا يتسمون بالالتزام في العمل، كرد فعل لما يشعرون به من ضغوط وتوتر». {{استشهاد}}: استشهاد فارغ! (مساعدة)
وهناك بعض الحدود الواضحة لمجال تطبيق نموذج كارى تشرنيس، فهو يعتمد على عدد صغير من المقابلات، كما أن استنتاجاته تختص فقط بالمهنيين المبتدئين، على الرغم أن المتخصصون يعلمون أن متلازمة الاحتراق النفسى الوظيفي تظهر طوال فترة الحياة العملية، وأنه يوجد شكل متأخر من تلك المتلازمة تسببه عوامل أخرى. إلا أن هذا النموذج الذي يشرح إحدى الأشكال الممكنة للاحتراق النفسى، قد تم تفعيله تجريبيًا، لاسيما بواسطة بيركى عام 2004.

### نموذج ايلا بينس للاحتراق النفسى الدافعى

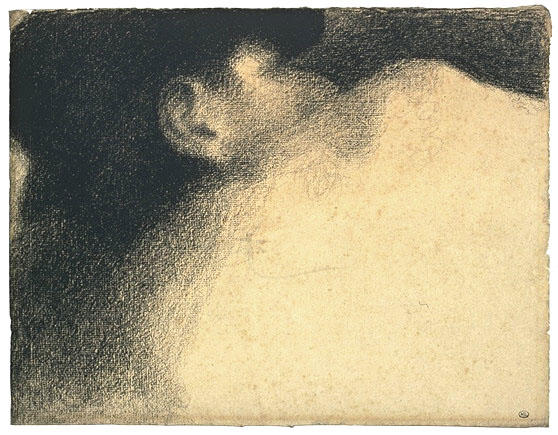
لوحة النائم لجورج سورا، 1883.

قدمت ايلا بينس مقترحًا لنموذج الاحتراق النفسى وصفته بالدافعي. فهى ترى أن العمل يمثل بالنسبة لعدد من الأفراد نوعًا من البحث عن الوجود، وإذا ما فشل هذا البحث، يظهر الاحتراق النفسى. وقد دعمت بينس استدلالاتها، في بعض الدراسات التي أجرتها في الفترة ما بين 1988 و2002، بالحقيقة التالية : إن التعريفات المختلفة للاحتراق النفسى، الأكثر انتشارًا، أشارت إلى أنه حالة من الإرهاق والإنهاك الوجدانى، يمثل الحالة النهائية لعملية تدريجية من الشعور بالإحباط، بعد حالة أولية من ارتفاع الدافعية والانخراط في العمل. وتفسر بينس ذلك بأنه " حتى يكون الفرد مستهلكًا، يتعين، في البداية، أن يكون محترقًا". فزيادة أعباء العمل، والقيود الإدارية، ومقاومة العملاء لا تتسبب في الإصابة بمتلازمة الاحتراق النفسي الوظيفي فحسب، لأنها تعوق استخدام المهارات، بل لسبب أكثر عمقا : وهو أن استحالة استخدام تلك المهارات، يحرم الفرد من إدراك الهدف الذي يسعى إليه من خلال عمله".
فلأن المهنيين لا يستطيعون أن يكون لهم التأثير المأمول، يصبحون ضحايا للإنهاك الوظيفي. فكلما انخرطوا في العمل في البداية، كلما زادت احتمالية الإصابة بالمتلازمة، إذا كانت ظروف العمل غير مناسبة. وفي الحقيقة، إن النموذج الذي طرحته ايلا بينس يتشابه مع مجموعة نماذج من الدراسات النفسية للضغوط والاحتراق النفسي التي أشارت إلى أن التوتر لدى الفرد ينتج عن الفجوة ما بين التوقعات أو الدافعية الفردية والواقع. ولكنها وضعت في هذا النموذج الأخير، بعكس ما ورد في النماذج الأخرى، التوقعات الفردية في مستوى خاص، وهو البحث عن الوجود.
وقد تكون هذه التوقعات والدوافع عامة، أي يشترك فيها غالبية من يمتهنون المهن المختلفة : كأن يكون للفرد تأثير فعال، وأن يكون محل تقدير، ولكنها قد تختص بمهنة معينة. وتؤكد بينس الأمر التالي :«إذا كانت كل مهنة تثير ميول خاصة، فالمهن» القائمة على مساعدة الآخرين«تحقق جميعها طموحًا مشتركًا : وهو العمل من أجل ومع الآخرين»}. وقد تكون هذه الدوافع شخصية، أي مستلهمة من صورة رومانسية أو شخصية كاريزماتية ذات تأثير، وضعها الفرد كنموذج يحتذى به. وسواء كانت هذه التطلعات عامة، أو مرتبطة بمهنة معينة، أو شخصية، فهى لن تتحقق إلا في بيئة عمل مناسبة.
التمتع بالاستقلالية الذاتية، والمساندة المجتمعية، والأنشطة المتنوعة، والمشاركة في اتخاذ القرار، جميعها من المتغيرات التنظيمية التي تشجع هذه الدوافع. وتحقيق جميع هذه العوامل يعزز الأهداف الأولية طبقا لحلقة إيجابية أو «حلقة حميدة» للانخراط في العمل. ولكن إذا كان الفرد يتحتم عليه مواجهة بيئة عمل غير مناسبة، مع وجود، على سبيل المثال، أعباء عمل زائدة على الصعيد الكمى أو الكيفى، أو ضغوط بيروقراطية، أو متطلبات متعارضة، فإنه لا يستطيع تحقيق تلك الأهداف الأولية، وسيسقط في حلقة سلبية.
إلا أن الفشل في حد ذاته لا يتسبب في الإصاية بمتلازمة الاحتراق النفسي الوظيفي، ولكنه بالأحرى، الإدراك الحسي للفرد بأنه مهما بذل من جهود، لن يستطيع الإدعاء بأن له تأثير فعال. وبالطبع أشارت بينس إلى أن «بيئة العمل ليست دائمًا إيجابية أو سلبية على الإطلاق، ولكنها خليط معقد بين الطرفين.».
وفي الواقع، لم يتم تجربة ذلك النموذج كما هو. فقد وضعته بينس لتفسير نتائج أبحاثها وملاحظاتها التي أجرتها خلال الورش أو التدريبات حول الاحتراق النفسي، فهى لا تقصر الإصابة بالمتلازمة على المهن القائمة على مساعدة الآخرين، ولا حتى على ظروف العمل، ولكنها بحثت أيضًا عنه في العلاقات الزوجية، في الفترة ما بين 1993 و1994، وخلال الصراعات السياسية.، في الفترة ما بين 1995 و1996.

### التعاريف المختلفة لمتلازمة الاحتراق النفسي
يوجد العديد من تعاريف متلازمة الاحتراق النفسي ونذكر أهمها فيما يلي (هذه القائمة ليست وافية):
- «حالة من التعب والكبت والإحباط الناتجة عن التفانى لأجل قضية ما أو أسلوب حياة أو علاقة إنسانية تفشل في تحقيق النتائج المرجوة».[53]
- «عملية يستجيب فيها المهني الملتزم للإجهاد والتوتر اللذين يشعر بهما؛ فيتحرر من قيود الالتزام».[54]
- «من أعراض حالة الاحتراق النفسي، الإنهاك الجسدي، والإحساس بالعجز واليأس، والبرود الوجدانى ونمو لمفهوم الذات السلبي والسلوك السلبي في العمل وتجاه الحياة والأشخاص الآخرين».[55]
- «يعد الاحتراق النفسي متلازمة من أعراض الإجهاد الوجدانى وسلب الشخصية وانخفاض معدل الإنجاز الشخصى، والتي تظهر لدى الأفراد الذين يعانون في عملهم مع الاخرين.»
- " يأتى الاحتراق النفسى نتيجة للضغط الوجداني المزمن، وله ثلاثة أبعاد :
  - الإجهاد الوجداني أو البدنى
  - انخفاض القدرة على الأنتاجية
  - تبدد الشخصية المفرط."
- «فقدان تدريجي للطاقة والأهداف والمثالية لدى الأشخاص الذين يمارسون المهن القائمة على مساعدة للآخرين؛ بسبب طبيعة عملهم.».[56]
- «حالة من الإجهاد الناتج عن التعامل مع الآخرين في مواقف وجدانية شديدة.».[57]
- «أرى أن حالة الاحتراق النفسى تنتج عن عدم التوافق المستمر بين خصائص الفرد والبيئة، والذي نادرا ما يتم التعرف عليه، بل ويتم في اغلب الأحيان إنكاره. فحالة عدم التوافق هي السبب وراء عملية تدهور الحالة النفسية البطئ والخفى. وعلى خلاف الظواهر الأخرى المسببة للتوتر، فإن مسببات التوتر البسيطة المرتبطة بحالة عدم التوافق لا تنذر بالخطر ومن ثم فهى نادرا ما يصحبها جهود تهدف للتوصل إلى أساليب التعامل الملاءمة. لذا فإن عملية تدهور الحالة النفسية قد تستمر طويلا دون أن يتم ملاحظتها».[58]
- «حالة من الإجهاد الجسدى والوجداني والعقلي الناتج عن التعرض لفترة طويلة لمواقف وجدانية شديدة.»[59]
- «الإنهاك هو مزيج من التعب الجسدي والإرهاق والتعب الوجداني والملل المعرفي.»[60]
- «يحدث الاحتراق النفسي لدى الفرد عندما يحدث تهديد أو توقف لدوره الفاعل من أجل تحقيق الذات ولا يكون له أي دور بديل أخر متاح.»[61]
- «الاحتراق النفسي هو رد فعل شعورى تجاه التوتر الدائم، والذي يكمن في الانخفاض التدريجى، مع الوقت، لموارد الطاقة لدى الفرد الخاصة بقدرته على التعبير عن الإنهاك الوجداني، والتعب الجسدى، والملل المعرفى»[62]

### المزج بين الحالة والعملية
.

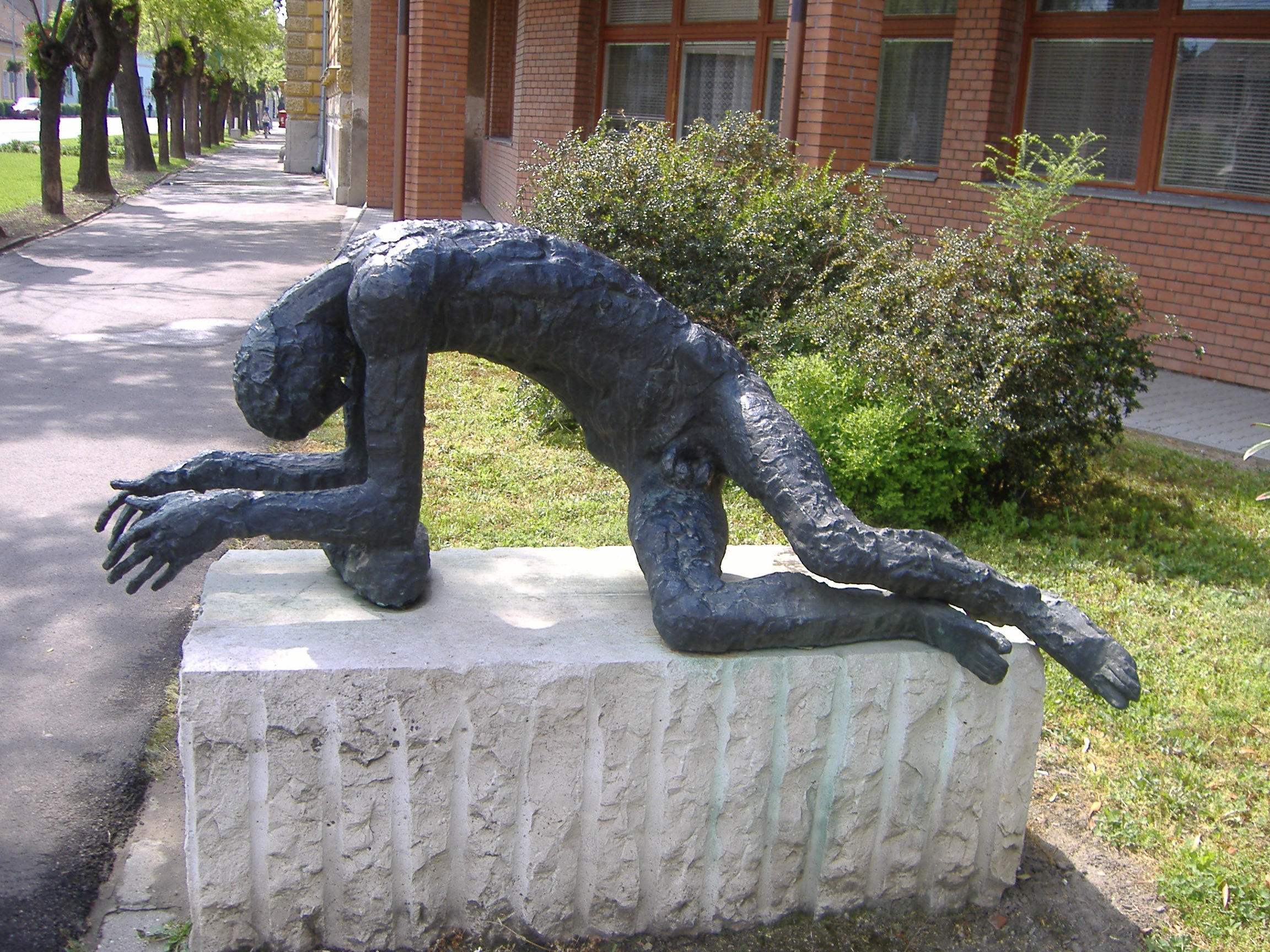
تمثال ا"لإنسان المرهق" في المجر لجوزيف سوموغيي

تقول سوزان جاكسون في كتابها بعنوان «إدارة الموارد البشرية» إن تعاريف الاحتراق النفسي تتكامل أكثر من كونها تتعارض، فيمكن تصنيفها وفقا لاعتبارها الاحتراق النفسى حالة يصاب بها الفرد أو عملية تؤدى به إلى هذه الحالة. وفي الحقيقة، فإن التعاريف الأولى تصف ما تسفر عنه العملية التي تتناولها التعاريف الأخرى.

#### الحالة
يعد التعريف الذي وضعته كل من كرستينا ماسلاك وسوزان جاكسون عن الحالة هو أكثر التعاريف شهرة. ووفقا لكل من ويلمار شوفلى وروبرت انزمن، تختلف هذه التعاريف وفق مداها ودقتها وأبعادها
إلا انها تشترك في ثلاث خصائص أساسية:
1. يغلب على الفرد الشعور بالتعاسة و الإحساس بالمرض، خاصة الإجهاد الوجداني والعقلى حيث يكون سلوك الأفراد سلبيا تجاه الاخرين فتنخفض معدلات فاعليتهم وأدائهم.
2. بالنظر إلى مسببات هذه المتلازمة نجد أن الآ مال غير الواقعية والمتطلبات الوجدانية الزائدة لها دور كبير.
3. ينتج هذا الاحتراق النفسي عن العمل، ويصيب الأشخاص «الطبيعيين», ومن ثم فهو لا يعبر عن أي مرض يعانى منه الفرد.

#### عملية
إن تعريفات كل من كاري شيرنيس أو يور اتزيون تصور بشكل واضح أعراض الاحتراق النفسي المهنى كعملية. وبالنسبة لويلمار شوفيلى وروبرت انزمان، فإن تعريفات المرض كعملية تؤكد ما يلى :
- الاحتراق النفسى يبدأ بتوترات تنتج عن وجود فجوة بين توقعات الفرد ونواياه والجهود التي يبذلها والمثل التي يؤمن بها من ناحية ومتطلبات الحياة اليومية من ناحية أخرى.
- تتطور تدريجياً الضغوط الناجمة عن هذا الاختلال في التوازن، ويمكن للفرد أن يشعر بها ويدركها أو أن يجهلها لفترة طويلة.
- إن الطريقة التي يواجه بها الفرد هذه الضغوط تعد أمر بالغ الأهمية في تطور متلازمة الاحتراق النفسي المهنى.

### اتساع المجال والأشكال

#### المجالات المختلفة
إذا كان تعريف كريستينا ماسلاك وسوزان جاكسون قد تم قبوله على نطاق واسع، فهذا يرجع إلى استناده على واحدة من أدوات القياس القليلة الصحيحة وسهلة الاستخدام.
و قد تم بالفعل وضع التعريف بالتوازى مع أداة القياس. والواقع أن استخدام مقياس ماسلاك للاحتراق النفسي المهنى يفترض بالتالى قبول التعريف المقابل له الذي يقصر متلازمة الاحتراق النفسي المهنى على مهن بعينها.
و قد قامت الأبحاث تدريجيا بتحديث العوامل التنظيمية التي تؤثر على كل أبعاد هذه المتلازمة.و لا تقتصر هذه العوامل (مثل قلة المشاركة في اتخاذ القرار وزيادة أعباء العمل والمعاملة غير العادلة) على المؤسسات الاجتماعية أو الطبية الاجتماعية فقط ولكن يبدو أن هذه المتلازمة تمس جميع المجالات المهنية. وعلاوة على ذلك، إذا كانت هذه الأمراض تصيب أولئك الذين يلتزمون في عملهم ويبدأون في ممارسة المهنة بتوقعات عالية، فإن محاولة حصرها على فئات بعينها يبدو أمرا غير مجديًا.
وهناك الكثير من المهن الأخرى التي تقع خارج القطاع الاجتماعى، أوالطبى الاجتماعى، أو التعليمى، والتي تقع بشكل عام خارج نطاق العلاقات الخدمية، تحتاج هي الأخرى إلى التزام كبير.
و يصف ويلمار شوفيلى ذلك على هذا النحو : «تظهر متلازمة الاحتراق النفسي المهنى في الوظائف التي يلتزم فيها الشخص نفسيا. وهذه المهن التي تستوجب التزاما نفسيا تنهك الموارد المعرفية والانفعالية والفسيولوجية للفرد». إلا أنه كان يجب تعديل تعريف ومقياس كريستينا ماسلاك وسوزان جاكسون ليشملا جميع المهن، مما يفسر لنا سبب إعادة النظر في مفهوم الاحتراق، فأصبح معبرا عن أزمة الفرد مع العمل نفسه وليس في علاقات الفرد ه في العمل. ومنذ عام 2007 تم استكمال مقياس ماسلاك للاحتراق النفسي كى يتوافق مع أبحاث مايكل ليتر وكريستينا ماسلاك ليشمل كافة الأفراد في العمل.
و من الأثنى وعشرين عنصرا من النموذج المبدئي لمقياس ماسلاك للاحتراق النفسي، فإن ثمانية عناصر تشيربشكل واضح إلى العلاقات مع العملاء والمستخدمين، بينما يشيرأربعة آخرون إلى العلاقات بشكل عام. فعلى سبيل المثال: «لا أشعر حقا بالقلق بشأن ما قد يحدث لبعض عملائي.»
يعد هذا العنصر غيرملائم لتقييم متلازمة الاحتراق النفسي المهنى لعامل إدخال بيانات أو رجل عسكرى.و لم يتم تغيير البعد الأول في التعريف، والذي يتعلق بالإنهاك الإنفعالى، ولكن تم تعديل بعض العناصر فيه فقط..
أما البعد الثاني، وهو فرط سلب الشخصية الذي يتعلق بتصرف الفرد تجاه المرضى أوالعملاء أو الطلاب، فهو يستبعد العديد من الأنشطة المهنية. وقد تم استبداله بشكل عام بالاستخفاف بالقواعد والأعراف، وهو أحد المواقف التي تتسبب في تبدد الشخصية.
وهذه النقاط تمس العمل بصفة عامة. أما البعد الثالث، فهو يخص الإنجاز الشخصي وقد تم إعادة تسميته ليصبح الفعالية المهنية «، وتتضمن التقييم الشخصي لمدى الفاعلية الذاتية، وعدم الإنجاز، وانخفاض الإنتاجية وتراجع الكفاءة.»

#### الأشكال المختلفة للمرض وتطوره
.

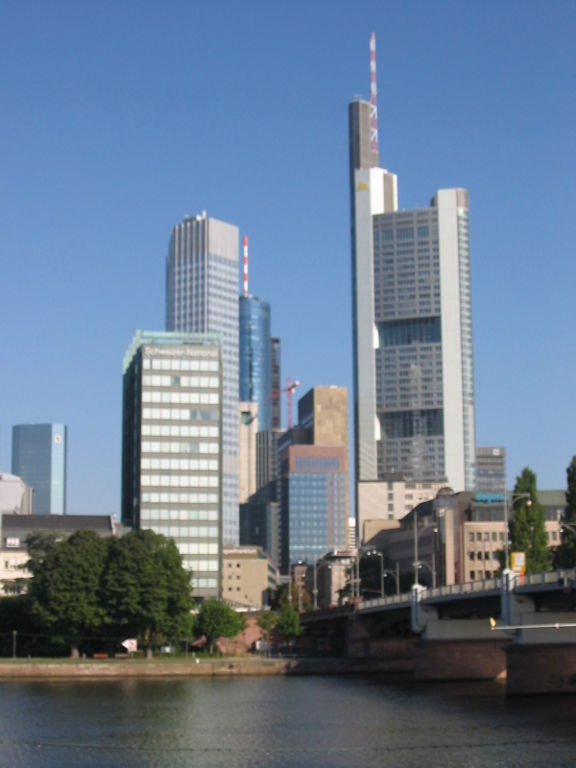
المركز التجارى ماينهاتين بفرانكفورت في ألمانيا

استطاع هربر فرودنبرجر أن يرصد وجود حالات لمتلازمة الاحتراق النفسي المهني في إطار الأعمال التي تمثل للشباب الذي يزاولها التزاماً يتوافق مع الدفاع عن قضية جماعية؛ فهؤلاء الشباب كما وصفهم هربر في 1974 يبحثون عن المثالية.
و وفقاً لما ذكره فرودنبرجر، فإن الفجوة الكبيرة بين مثالية الرغبة في التغيير وبين واقع بيئة العمل هي التي تتسبب في متلازمة الاحتراق النفسي المهنى.
ففى مجال المساعدة الاجتماعية على سبيل المثال، يصل المحترفون إلى موقع العمل ولديهم تصور مثالى لأنشطتهم المستقبلية وعلاقاتهم مع عملائهم ومرضاهم.
وهكذا، نلاحظ أنهم سرعان ما يعانون من مستوى مرتفع من الاحتراق النفسي، وهو بذلك يمثل أحد العوامل الممكنة للاحتراق النفسي المهنى. ويتفق المتخصصون حاليا على أن هذه المتلازمة تنتج عن بيئة العمل وعن التفاعل بين العوامل الشخصية والضغوط التنظيمية والفردية. وقد تتغير طبيعة المتلازمة بتغير طبيعة الضغوط الطارئة علي الفرد.
و إذا كان صحيحا أن الفجوة بين الآمال المهنية والواقع اليومى للوظيفة هي دائمًا مصدر الاحتراق النفسي المهنى، فقد تغيرت الآمال وتغير الواقع خلال القرن الحادى والعشرين.
فلم يعد العمل يسهم في إحياء القيم التي كانت تسود في فترة السبعينيات، حيث أصبح من الأولويات السعى وراء تحقيق المركز الاجتماعى وجمع المال وضرورة البحث عن وظيفة والحفاظ عليها وكل الدوافع التي تعتمد بشكل أكبر على الذات.
و قد توصل كل من دونا سميث وجون كروك، على سبيل المثال، إلى أن الممرضات الشابات الأمريكيات تقدرن قيمة الجانب الاقتصادى أكثر من الممرضات الأكبر سنا. وفي نفس المجال فإن الأطباء الفرنسيين من الشباب يبدأون حياتهم المهنية بقيم تعود بالنفع على حياتهم الخاصة، وذلك مقارنة بزملائهم الأطباء القدامى الذين بدأوا حياتهم المهنية بالالتزام الاجتماعى.
لقد طرأ تغير كبير في بيئة العمل نفسها، ففى غضون عشرات السنين، أدى تأثير العوامل الاقتصادية والاجتماعية والثقافية والسياسية والتكنولوجية إلى إعادة تشكيل ظروف العمل. وقداتفق المتخصصون على أن الاحتراق النفسى يتطور وفقاً لأربع مراحل:
1. مرحلة التنبيه : يؤدى الضغط المستمر إلى ظهور ردود أفعال مميزة تشير إلى وجود عوامل ضغط.
2. مرحلة المقاومة : تستمر عوامل الضغط على الرغم من اختفاء ردود الفعل البدنية المميزة لمرحلة التنبيه حيث يتكيف التمثيل الغذائى مع الوضع ويصبح الجسم أكثر مقاومة.
3. مرحلة التوقف : التعرض المستمر لعوامل الضغط يخلق توقفا يؤدى إلى ظهورردود أفعال مرحلة التنبيه من جديد ولا يمكن التغلب عليها دون علاج مناسب.
4. مرحلة الإنهاك : تتعطل خلالها مقاومة المريض النفسية مما يصيبه بالعجز الإنفعالى ويجعله يعيش في حالة من القلق الدائم.

#### ثلاثة أشكال أو أكثر للإنهاك المهنى
وفقا لما أعلنته كريستين فاربر في مؤلف نشرعام 2000، «لم يعد الأفراد يصابون بالشكل التقليدي لمتلازمة الالاحتراق النفسي المهنى والذي يصطدم فيه استمرارسعى الفرد نحو المثالية وتحقيق أهداف اجتماعية سامية وهامة مع مقاومة بيئة العمل التي من شأنها القضاء على آماله المهنية. فتتسم متلازمة الاحتراق النفسي المهنى السائدة حاليا بتحمل الأفراد العديد من الالتزامات والضغوط الخارجية والمطالب المتزايدة التي يفرضها عليه الآخرون، فضلا عن تقلص فرص المشاركة والأجور التي لا تعوض سوى جزء صغير من الجهود التي يبذلها الفرد.»
يوجد إذا ثلاثة أنواع من الإنهاك المهني :
1. ما بين الاحتراق النفسى والإنهاك وفيه يتخلى الفرد عن عمله، أو ينجزه على أكمل وجه، ولكنه في الحالتين يواجه الكثير من الضغوط والقليل من المكافآت[69]؛
2. الاحتراق النفسى - التقليدى أو الحاد، وفيه يشق الفرد على نفسه في العمل بشكل متزايد حتى يشعر بالانهاك، وذلك من أجل الحصول على المكافآت أو تحقيق إنجاز من شأنه تعويض الضغط الشديد الذي شعر به[70]؛
3. الاحتراق النفسى الضار الذي يتناقض مع النوعين السابقين حيث لاينتج هذا النوع عن التوترات المفرطة، وإنما عن ظروف العمل الرتيبة وغير المحفزة.[71]

وبناء عليه يكون من الخطأ اعتبار أن متلازمة الاحتراق النفسي لها شكل واحد فقط. كما أن الأبحاث التي تدرس العلاقات بين العدالة التي يدركها الفرد ومتلازمة الاحتراق النفسي المهنى تدعم هذه الفرضية بشكل غير مباشر. وعلى سبيل المثال، فإن ظهور درجات مرتفعة من الاحتراق النفسي، على حد سواء، لدى الأطباء الذين يرون أنفسهم مستهلكين نفسيا بشدة مع مرضاهم، ولدى الأطباء الذين يرون استهلاكهم ضعيفا جدا يعزز فكرة تعدد اشكال متلازمة الاحتراق النفسي المهنى · . فلا يعقل أن يشعر بنوع الإنهاك نفسه الذين يعانون من فرط الاستنفاد الوظيفي والذين يعانون من تدني الاستنفاد الوظيفي. ولقد أصبح الرهان الذي تقوم عليه الأعمال البحثية الحالية هو التعرف على الحالات والعمليات التي تسهم في ظهور الأشكال المختلفة لمتلازمة الاحتراق النفسي.
ووفقا للمعهد الوطني للبحث العلمي والسلامة، فإن ثلث العمال الأوروبيين يشكون من مشاكل صحية تتعلق بالوظائف المسببة للضغط.
أما عن منظمة الصحة العالمية، فهي ترى أن أكثرحالات الاكتئاب المرتبط بالعمل ظهرت، في عام 2010، في ثلاث دول هي :
1. والولايات المتحدة الأمريكية،
2. أوكرانيا،
3. فرنسا.

و قد تم رصد هذه الظاهرة في البداية في الأعمال القائمة على تقديم المساعدة، والرعاية، والتدريب. فو في الواقع، فإن إحدى الدراسات في فرنسا تشير إلى أن التكاليف المباشرة وغير المباشرة لعلاج الضغط النفسي تتراوح بين 000 000 830 يورو، و 000 000 656 1 يورو سنويا، أي بنسبة تتراوح مابين 10 - 20% من ميزانية الضمان الاجتماعي المخصصة لحوادث العمل والأمراض المهنية.

## الأسباب

أسباب الإنهاك الوظيفي وفقا لنموذج بحث كارول كوردس و توماس دوجتيرى

تظهر، على الرسم، المتغيرات المتسببة في متلازمة الاحتراق النفسي في ثلاثة مستويات: تنظيمية، وفردية بينية (اجتماعية)، وفردية ذاتية (شخصية). والجدير بالذكر أن علماء الاجتماع يناقشون بشكل متزايد دور تكنولوجيا المعلومات والاتصالات في ذلك الصدد. ففي الواقع، قد يسهم تطورها في الخلط بين فترات العمل وأوقات الراحة (ظاهرة weisure = work + leisure)، مما يؤدي إلى سلسلة لانهائية من الأسباب التالي ذكرها.

### أسباب تنظيمية
على المستوى التنظيمي، يتم دراسة تأثير نوع نشاط الفرد، وبيئة العمل.
ومن أمثلة المتغيرات التي تعكس نوع النشاط عبء العمل، وإيقاع المهام المطلوبة، وضغط الوقت، والساعات الطويلة غير المتوقعة، والعمل الرتيب غير المحفز بإجراءاته الموحدة. وتعد استحالة السيطرة على هذا النشاط واحدة من العمليات الرئيسة التي تربط هذه المتغيرات بمتلازمة الاحتراق النفسي. إلا أن الباحثين، دون شك، أولوا اهتمامًا أكبر بسياق العمل. فوجدوا أن الأدوار غير الواضحة والمتناقضدة، والعزلة، ونقص الدعم الاجتماعي، والنزاع بين الحياة الأسرية والحياة المهنية، وانعدام الأمان كلها عوامل مرتبطة بواحدة أو أكثر من أبعاد متلازمة الاحتراق النفسي المهني. كما أن أشكال العمل ومخاطره الجديدة أصبحت تؤخذ بعين الاعتبار بشكل متزايد. ومع ذلك، فإن المتغيرات المدروسة توجد على المستوى التنظيمي الجزئي أو الاجتماعي الجزئي، على حساب تحليلات تنظيمية كلية أو اجتماعية كلية تأخذ في الاعتبار هيكل المؤسسة، والتدرج الوظيفي بها، وأسلوب الإدارة. ولهذا التوجه تفسيران. أولا، يسيطر على الأعمال نظريات محلية تسعى إلى شرح عدد محدود من الظواهر؛ من خلال عدد محدود من المتغيرات أسهل في التطبيق والدراسة. ثانيا، لا تبدى الشركات استعدادها للسماح للباحث بالتحقيق في تأثير أسلوب الإدارة على صحة العاملين. حتى أن بعض الشركات توصى بإدارة الموارد البشرية تحت ضغوط.

### أسباب فردية بينية
وفي هذا المستوى، تتم بصورة أساسية دراسة أثر العلاقات التي يسودها الاختلال والظلم، والصراعات، والدعم الاجتماعي أو عدمه. ونظرا لعدد الوظائف الخدمية المرتفع والتي تقوم على العلاقات مع الآخرين، فإن هذه المتغيرات لها أهمية ملحوظة. وتوفر نظرية العدالة، ونظريات الدعم الاجتماعي، والانتماء تفسيرات علمية مناسبة بهذا الصدد.

### أسباب فردية ذاتية
يبذل الباحثون جهودًا كبيرة لتحديد جانب المتغيرات الشخصية، مما يؤدي إلى إضفاء طابع خاص على متلازمة الاحتراق النفسي، ويهدد بتحويلها إلى مشكلة يتم تمييزها والتعامل معها بصورة فردية؛ من خلال رفض أسبابها التنظيمية وبُعديها الاجتماعي والجماعي. ويفسر جزئيا هذا الأمر التأثير الحالي لنموذج التعاملات الذي وضعه لازاروس وفولكمان. وهو يوضح أن السمات الفردية تلعب دورا جوهريا في ظهور رد الفعل إزاء الضغوط. ومن ثم فإن تقييم أي عامل ضغط (مثل القيام بمهمة إضافية، أو مواعيد عمل متغيرة، أو نظام عمل مختلف، إلخ) يتغير من فرد لآخر. فقد يرى بعض الأشخاص في عوامل الضغط تحديا يتيح لهم ممارسة مهاراتهم، بينما لا يرى البعض الآخر فيها سوى جانب الخطر والتهديد. وعلاوة على ذلك، فإن السمات الفردية تؤثر على قدرة الفرد على مواجهة هذه المتطلبات وعلى الموارد التي يسعى إلى الاستفادة منها. ويشعر بعض الأفراد بأنهم أكثر قدرة من غيرهم على التحكم في الموقف، والحصول على دعم زملائهم، واستغلال هذا الدعم بصورة فعالة.
و على المستوى الفردى، فإننا نهتم أيضا بتصرفات الفرد خاصة فيما يتعلق بتوقعات الأفراد، أو الفجوة بين التوقعات وواقع العمل. وكذلك فإن المتغيرات الاجتماعية والديموغرافية تؤخذ في الاعتبار عند دراسة الاختلافات بين الرجل والمرأة، أوتأثير عمر الفرد، أوجنسه، أو حالته الاجتماعية. وأيا كان مستوى التحليل، فإننا نبحث بالتأكيد عن العوامل التي تؤدى إلى عملية الاحتراق النفسى وأيضا عن تلك التي تعيق تقدمها؛ حيث أن الموارد المتاحة تبطئ تطور العملية.

## الظواهر والنتائج
وضع ويلمار شوفلى وروبرت انزمان قائمة بأعراض متلازمة الاحتراق النفسى الوظيفي، وقد وصل عددها إلى مائة واثنين وثلاثين عرض. ولكنهما حذرا من أن معظم هذه الأعراض تأتى، في حقيقة الأمر، نتيجة الملاحظة الإكلينيكية غير المراقبة بالإضافة إلى المقابلات التي تم تحليلها بطريقة انطباعية وغير متخصصة؛ وذلك أكثر من كونها نتيجة دراسات كمية دقيقة تم توجيهها بشكل محدد. أي أن العديد من هذه الأعراض قد تم اكتشافها في بدايات الأبحاث الأولية.و يرجع طول قائمة الأعراض التي تم تحديثها بفضل الدراسات التجربية لتعدد أشكال الإنهاك الوظيفي التي تنعكس من خلال مظاهر معينة. كذلك فإن متلازمة الاحتراق النفسي الوظيفي كعملية تظهر بأشكال مختلفة خلال تزايدها عند الشخص نفسه تبعا لمرحلة تطورها.ولا يسهل دائمًا الفصل بوضوح بين أعراض متلازمة الاحتراق النفسى الوظيفي ونتائجه.
فبعض المؤلفين يستخدمون مصطلح «أعراض الاحتراق النفسى» للإشارة إلى الأبعاد الثلاثة لمقياس ماسلاك للاحتراق النفسي وهي: الإنهاك الوجداني وسلب الشخصية وقلة الإنجاز الشخصي. ·  · .
و لكن أري شيروم يرى أن الإنجاز الشخصي هو نتيجة لمتلازمة الاحتراق النفسي الوظيفي. وخلافا لذلك فإن ويلمار شوفلى يعتقد أن التمييز بين الأعراض والنتائج هو أمر تعسفى.
و يحدد تصنيف كارول كوردس وتوماس دو جيرتى خمس فئات:
1. جسمانية
2. وجدانية
3. بينية شخصية
4. فئة التصرفات
5. سلوكية

و يمكن رصد هذه الفئات على مستوى الفرد والتفاعلات الاجتماعية وتنظيم العمل.

### الفئة الجسمانية والوجدانية
إن الإصابة بالأمراض النفسية والجسمانية تظهر إلى أي درجة يمكن لمتلازمة الاحتراق النفسى الوظيفي يمكن أن تكون مدمرة.فالشعور بالتعب والانهاك و «الفراغ» هو أكثر الأعراض الممثلة لهذه المتلازمة · . إن الأشخاص المصابين بدرجة عالية من الإنهاك الوظيفي يعانون أكثر من الاضطرابات أثناء النوم ومن تعب أكبر في الاستيقاظ.فالتعب المتصل بمتلازمة الاحتراق النفسي الوظيفي لا يكون مؤقتا ويختفي بعد فترة من الراحة؛ ولكنه تعب مزمن.
و تظهر متلازمة الاحتراق النفسي الوظيفي أيضا في شكل اضطرابات جسدية. وتؤكد دراسة طولية أجراها جيكوب ولبن على 245 معلم كندي أنه لايمكن التنبؤ بظهور الأعراض الجسمانية إلا بعد مرور عام على ظهور المتلازمة نفسها. وقد توصل اري شيروم إلى نتائج مماثلة عند تطبيق الدراسة على معلمين إسرائيليين.
و يصاحب متلازمة الاحتراق النفسى الوظيفي آلام أو شكاوى من بعض الأعراض، على سبيل المثال :
- آلام البطن،
- آلام العضلات والعظام وبصفه خاصه آلام الظهر،
- اضطرابات نفسيه جسمانية مثل :القرحة، واضطرابات في الجهاز الهضمى في بعض الحالات،[102]
- ظهور أعراض الضغط التقليدية يصاحبها التعرق والقلق.. الخ،
- نقص الدفاعات المناعية[103] · ,[104]
- ويليه نزلات برد لفترات طويلة[105] · [106]..

إن المرضى المصابين بالانهاك الوظيفي، يرتفع لديهم معدل ضربات القلب أثناء الراحة، وذلك مقارنة بالمجموعة الضابطة. وتشير الدراسات الطولية إلى أن هؤلاء المصابين بمتلازمة الاحتراق النفسى الوظيفي الحاد، يعانون أيضا من ارتفاع مستوى الكولسترول، والدهون الثلاثية، وحمض اليوريك، ومن خلل في المخطط الكهربائى للقلب. ويصاحب متلازمة الاحتراق النفسي الوظيفي ارتفاع نسبة هرمون الكورتيزول خلال نهار العمل. كذلك فإنه يسبب الالتهابات التي تؤدي إلى تصلب الشرايين وقد يتسبب أيضا في الإصابة بمرض السكر من الدرجة الثانية. وتعرض هذه التغيرات الكيميائية الحيوية الفرد لمخاطرأمراض القلب و الأوعية الدموية.

### فئة المواقف والسلوك

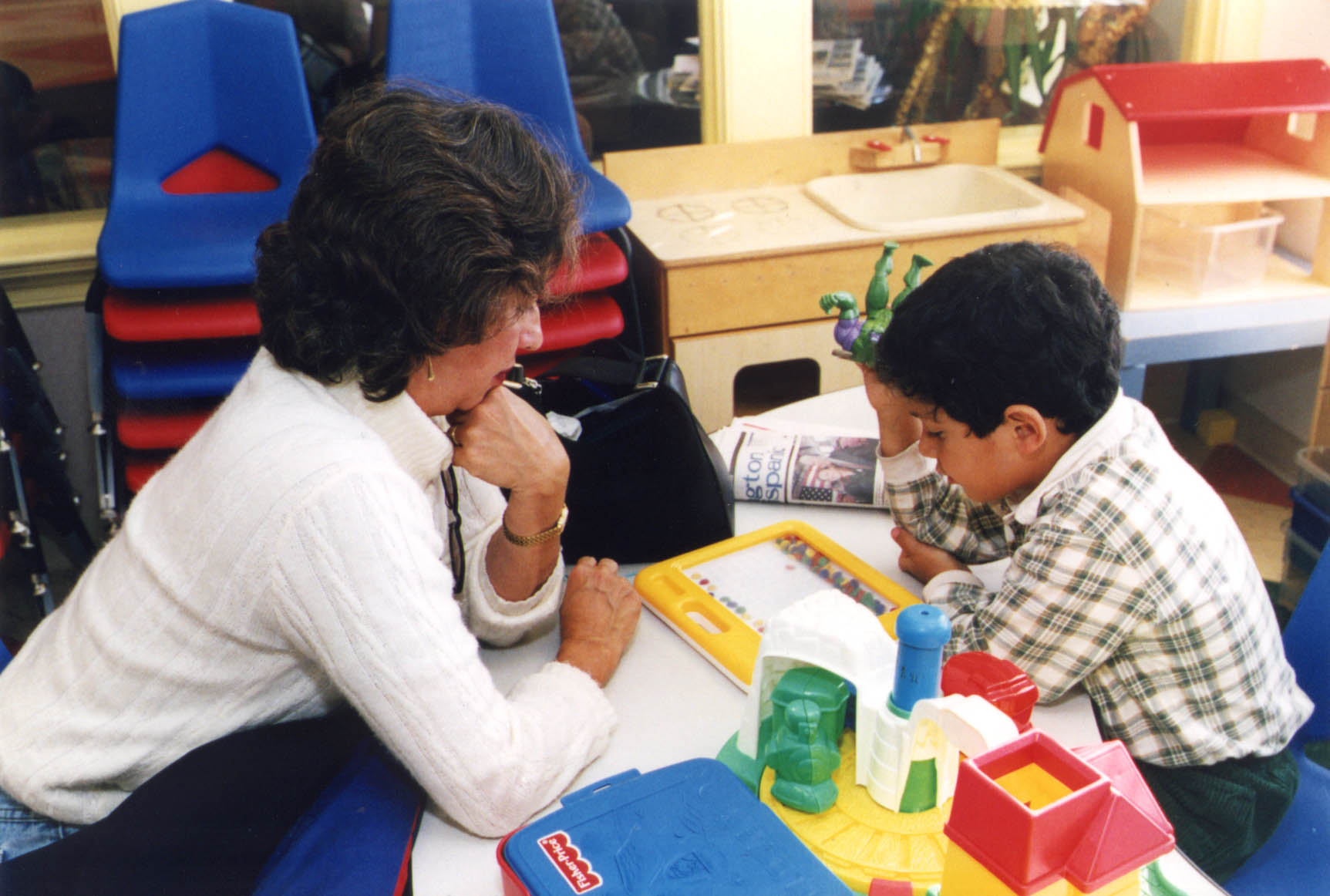
تعتبر مهنة التدريس من المهن التي يعانى العاملين بها من متلازمة الاحتراق النفسي الوظيفي..

و تتنوع المظاهر السلوكية لمتلازمة الاحتراق النفسي الوظيفي، فيمكن ملاحظاتها على مستوى الفرد وعلاقاته وبيئة العمل.

#### على المستوى الفردى
إذا كانت متلازمة الاحتراق النفسى الوظيفي، في مرحلتها الأولية، مصحوبة بفترة من النشاط الزائد تظهر في الممارسات الرياضية، فإن المتلازمة تكون مرتبطة باسلوب حياة غير صحي ·  · .. وقد اكتشفت سوزان جاكسون، في بحث لها أجرته على أطباء فرنسيين، وجود علاقة هامة بين الإنهاك الوجداني وشرب الكحول.
و قد تمت ملاحظة هذه العلاقة نفسها بين مختلف الفئات المهنية، مثل أطباء الأسنان والعاملين في الخدمات الاجتماعية أو سائقى النقل في المدن.
و بصفة عامة، يحدث انخفاض في الموارد النفسية:
- تدنى في تقدير الذات
- حالة من الحزن
- اليأس
- القلق.[121]

و يشير بلايك اشفورث ان حالة الإنهاك الوجداني وسلب الشخصية لدى مديرى أعمال الخدمة الاجتماعية يتبعها شعور بالعجز. ومن تلك الظواهر أيضا نلاحظ الاضطرابات المعرفية..

### على مستوى الحياة الخاصة
تؤثر متلازمة الاحتراق النفسى الوظيفى بشكل كبير على الحياة الخاصة.
و مما يتناقض مع فكرة انفصال العمل عن الحياة الخاصة واستقلال كل منهما عن الآخر، أن هذه المتلازمة لها عواقبها على الحياة العائلية والحياة الاجتماعية بصورة عامة.
و قد ذكرت كريستينا ماسلاك في التقارير الأولية لملاحاظاتها أن متلازمة الاحتراق النفسى الوظيفى تتسبب في حدوث حالات طلاق؛ حيث يكون الإنهاك الوظيفي الذي يعانى منه الزوج بسبب التهديدات بإعادة الهيكلة وخفض عدد الموظفين، له تأثير مباشرعلى على توترالزوج مع زوجته ويزيد من السلوكيات والتصرفات السلبية تجاهها. وقد وجدت أيالا باينز وكرستينا ماسلاك في دراسة أجريت على مئة واثنين وأربعين زوج وزوجة أن المصابين بالانهاك الوظيفي لا يسعون فقط للانعزال عن أصدقائهم، بل أن أزواجهم يشيرون إلى تعاملهم مع أطفالهم بطريقة «مهنية».
و أثناء إجراء دراسة مستفيضة على حوالى 1850 حالة ممن يعانون من متلازمة الاحتراق النفسى الوظيفى، اكتشف ييور اتزيون أن معدل الانتحار بين هؤلاء الأفراد يثير القلق بشكل غير طبيعى.

#### على مستوى العمل
و تساهم هذه المتلازمة في زيادة الشعور بعدم الرضا في العمل وتراجع الالتزام به · .
و تكشف دراسات طولية أن الأشخاص المصابين بالانهاك المهنى يكونون أقل انخراطا في العمل ولديهم رغبة كبيرة أكثر من الآخرين في ترك وظائفهم · .
كذلك فإن قياس الإنهاك الوجدانى لدى بعض المعلمين بمقياس "ماسلاك للاحتراق النفسي" يتنبأ ليس فقط بنيتهم في ترك العمل ولكن أيضا بتركهم له بالفعل.
و تؤدي متلازمة الاحتراق النفسي الوظيفى إلى تدهور العلاقات بين زملاء العمل وأيضًا مع الزبائن والتلاميذ والمرضى. فنرى أن الأطباء المصابين بالإنهاك الوظيفى الشديد يجيبون على أسئلة المرضى بشكل أقل، بل ويتجاهلونها (على سبيل المثال، لا يناقشون مع المرضى خيارات العلاج المختلفة) ويقترفون أخطاء″ لا يمكن أن ترجع إلى قصور في المعرفة أوفى الخبرة.
و يعد اتخاذ المصاب بالإنهاك الوجدانى أي قرار أمرًا يكلفه الكثير؛ حيث يؤدي سلب الشخصية والميل إلى السخرية إلى اتـخــاذ قـرارات بعيدة عن الشخصية بل انها تَصِم صاحبها. وقـد أجـري جــاك لوجيـرون أبـحـاثا بـهــــدف اختبـارالتـأثـيرالمباشر لمتـلازمـة الاحتراق النـفسـي الوظيفى عــــلي اتخــاذ القـرارات.
و قــد تـم اخـتبـار حالات افتراضية من خلال عمل مـحاكـاة يُطـلب فيها من المـشـاركين التصرف ازاء حـالة افتـراضـية يأخذون فيها دورالعميـل أو المـريض. ويـبـيـن مينريـث أن العامـليـن فـي مـجـال الخـدمـات الاجتماعية المعنية بـحمـايـة الطفـل يتخـذون القـرارات بـشـكـل أسـرع في حـالـة تعرض طـفـل للخـطـر، بـل ويتـمسـكـون بـها بـشدة؛ إذا كانوا يشـعـــــرون بالاحتراق النـفسـي الوظيفى. كما يوضح أيضا أن بعض الأطباء المصابين بدرجه عالية من الإنهاك الوجدانى يتخذون تجاه المريض قرارات أقل تكلفه في الوقت والطاقة والاستنفاد الوظيفى في المستقبل.و تتفاقم هذه الظاهرة لاسيما ان كان هذا المريض لا يلتزم بالتعليمات. وهكذا فإن الاحتراق النفسى يشير إلى مرض اجتماعى حقيقى، وينبهنا إلى المخاطر التي تهدد مجال العمل.

## في المجال الثقافي
اتخذت الكثير من الأفلام متلازمة الاحتراق النفسي موضوعاً لها. وقد كان فيلم الرسوم المتحركة «نساء على حافة أزمة الضغط»، الذي تم عرضه في عام 1993، أول فيلم يتناول مشكلة الضغط في العمل. كما تناول هذا الموضوع برنارد كازيديباتس في فيلمه الوثائقي «حالات تحرش» في عام 2002. كما تناولت الأفلام الطويلة هذه الفكرة : فيلم «إنهم لم يموتوا ولكنهم أصيبوا جميعاً» لطونى بورنوت ومارك انطوان ومارك انطوان روديل في عام 2005، و «الساطور» (2005) لكوستا غافراس، وفيلم «الجدول الزمني» (2001) للوران كانتى، وكذلك ظهرت بشكل أقل في «عنف المعاملات في بيئة معتدلة» لجون مارك موتو في عام 2004.
و في فترة الألفينيات، ازدادت الأفلام الوثائقية المتعلقة بهذا الموضوع :«أنا أعاني (كثيراً) في العمل : ضغط، وتحرش، وعنف» ل جان ميشيل كاريه في عام 2007، و «راتب المعاناة : التحرش المعنوى في العمل» التي قامت بإخراجه ماري كريستين جمبارت في عام 2001، و «العمل حتي الموت» ل بول موريرا (2007). وأخيراً، فقد قام المعهد الوطني للبحوث و السلامة (INRS) بتقديم أفلام للتوعية مثل «الضغط في العمل»، «إنها مشكلة فشل فردية»، «قليل من الضغط»، «هذا لا يمكن أن يسبب ضررا»، «ليس باستطاعتنا شيء في مواجهة الإجهاد».

## مقالات ذات صلة
- إرهاق عاطفي